# 簡金墻
簡金墻（约1930年—1964年9月9日），臺灣臺北縣貢寮鄉人，在瑞芳深澳為救老漁夫而殉身，在當地立有銅像紀念。

## 殉身
簡金墻自幼父母雙亡，原籍臺北縣貢寮鄉。八二三砲戰在金門服役。1949年偕同胞弟搬到深澳，以煤礦工為生，因身體不好，收入每月僅有千元左右，生活清苦。鄰居說他一向樂於助人，1964月9月初一個陌生老人途經他家門口，身邊缺乏路費，簡金墻毫無遲疑掏出身上的十塊錢。
簡金墻原於榮隆煤礦挖煤，1964年9月6日才到建基煤礦上工，只做了一天，便因身體不適而歇工。該月9日清晨零時許，五十九歲的漁翁郭約柏在捕魚回程中接近八斗子望海巷防波堤附近，突然一陣巨浪將其小舢舨打翻而墜海，正在垂釣的簡金墻聞聲趕來很快地拉回郭男，但忽然一陣巨浪將簡男捲走。10日下午2點，基隆望海巷附近的居民於榮隆煤礦對面發現其遺體。他享年卅五歲，留五歲的簡麗玉、三歲的簡麗蘭、還有三個月身孕的妻子，家中僅現款二十元。

## 捐助
10日驗屍時，檢察官朱石炎當場捐助現款一百元。同天，基隆市政府教育科洪玉山對死者遺孀簡李梅表示，基隆市八斗子國校願負擔其子女六年學費。基隆市長林番王除致贈慰問金一千元外，並令所屬人員將病中的兩女兒送往省立基隆醫院住院，由市府負擔一切費用。當日聯合報社收到的捐款有覺修宮慈善部二百元、私立好生育幼院院長王子乾一百元、劉寶鳳一百元等；當日家屬收到各界捐款有省黨部主委薛人仰一千元、基隆市黨部主委蔣華選五百元、基隆市議會議長林太郎五百元、建基煤礦李建和五百元、瑞芳分局長陳鳳玉三百元，海洋學院院長李昌來一百元、台北市民林金塗五百元等。
12日，台灣軍管區司令部兼司令陳大慶派該部政治作戰部兼主任寧俊興少將捐款二千元。遺屬陸續收到各界人士的贈款，這些贈款有的遠自臺南、嘉義、大甲等地寄來的，像谷正綱捐一千元、師管區司令陳世昌五百元、基隆市警察局長王魯翹四百元等。
國防部撥款興建一棟前面有廣場的住宅贈送遺眷，由榮民工程處設計承建。

## 紀念
陳一帆為簡金墻雕塑銅像。1965年1月3日，銅像舉行揭幕儀式，由蔣經國舉行。由於當天他還舉行金城教授銅像、王金城先生紀念碑揭幕，遂說這三位人物的姓名中都有「金」字，似乎是預示「真金不怕火鍊」和「志之所向，金石為開」的精神，而三人名字中又有兩個「城」字和一個「墻」字，結合起來即是堡壘，全部便是精神堡壘。去年，蔣經國也為林添禎銅像揭幕。
同年5月3日，總統頒「蹈義流芳」匾於送至台北縣府，文寫：捨己救人，殊堪矜式，特頒匾額，以昭激勵。該月23日，頒匾儀式在瑞芳鎮深澳里簡金墻遺眷新宅廣場舉行，由台北縣長蘇清波主持，寧俊興中將向廣場中的銅像獻花。